# Ebbets Field
Ebbets Field fu uno stadio di baseball e football americano ubicato a Brooklyn (New York); è particolarmente celebre per aver ospitato le partite casalinghe dei Brooklyn Dodgers sino al 1957, anno in cui la franchigia si trasferì a Los Angeles in California.

## Storia
Inaugurato nel 1913, la sua costruzione fu decisa per ospitare le partite di baseball della squadra dei Brooklyn Dodgers, ma nel corso degli anni accolse anche diverse formazioni professionistiche di football americano che avevano anch'esse base a Brooklyn.
Con il trasferimento dei Dodgers in California, dovuto anche all'impossibilità di espandere lo stesso Ebbets Field, lo stadio cadde praticamente in disuso tanto che l'amministrazione cittadina decise di demolirlo all'inizio del 1960.